# Egmont Hesse
Egmont Hesse (* 21. November 1959 in Erfurt) ist ein deutscher Verleger und Unternehmer. 

## Leben
Hesse wuchs in Schwansee (Großrudestedt) in Thüringen auf und studierte von 1981 bis 1984 mit Leonhard Lorek Bibliothekswissenschaft an der Humboldt-Universität zu Berlin. Nach Abbruch des Studiums gab er von 1984 bis 1987 u. a. mit Johannes Jansen, Leonhard Lorek, Christoph Tannert in Berlin die nicht offizielle Zeitschrift schaden und mit Ulrich Zieger und Andreas Koziol 1988 bis 1990 die auf Übersetzung und Nachdichtung spezialisierte Zeitschrift verwendung heraus. Er publizierte zahlreiche poetische Texte unter dem Ps. Uta Johanna. Im Sommer 1986 gehörte er mit Peter Böthig und Christoph Tannert zu den Organisatoren der Ausstellungs- und Lesereihe Wort und Werk in der Samariterkirche Berlin-Friedrichshain und mit Gerd Harry Lybke und Christoph Tannert zu den Initiatoren der Ausstellung Zellinnendruck in der Galerie Eigen+Art Leipzig (März 1990) und im Literaturhaus Fasanenstraße Berlin (Juni 1990). 1990 erhielt Hesse für die Herausgabe der Zeitschrift verwendung den Calwer Hermann-Hesse-Preis. In der Begründung der Jury heißt es: „Mit verwendung hat die Jury eine jener selbstverlegten und selbstgefertigten Zeitschriften ausgezeichnet, die unabhängig von den offiziellen Verlagen der DDR und gegen Widerstände der Behörden veröffentlicht wurden. [...] verwendung hat sich vor allem um die zeitgenössische Lyrik und Prosa der DDR verdient gemacht und die Entwicklung neuer literarischer Ausdrucksformen gefördert.“ Aus Anlass der Preisvergabe schlugen Hesse und sein Laudator Peter Waterhouse die Einrichtung eines europäischen Übersetzerfonds vor. 
Mit Sascha Anderson, Henryk Gericke, Andreas Koziol, Klaus Michael, Rainer Schedlinski und Joerg Waehner gründete Hesse 1990 den Literaturverlag Druckhaus Galrev. Nach der Umgestaltung des Verlags in einen bis heute tätigen Layout- und Druckbetrieb vereinigte Hesse seit Mitte der 1990er Jahre die Eigentümeranteile auf sich und führte mit Rainer Schedlinski die Geschäfte. 1996 scheiterte der mit dem Kreuzer-Herausgeber Egbert Pietsch und der Connewitzer Verlagsbuchhandlung Leipzig unternommene Versuch, die Lyrikedition Poesiealbum unter der Herausgeberschaft von Sascha Anderson und Bert Papenfuß neu zu beleben. Nach Einstellung der Buchproduktion verwaltet Hesse mit Rainer Schedlinski die Backlist und die Webseite des Verlages. 
Hesse betreibt seit 2010 das Internetportal Planet Lyrik, mit dem Leipziger Poetenladen und Lyrikline.org Berlin eines der wichtigen Poesie-Onlineportale Deutschlands, über das es in einer Vorschau vom Mai 2010 heißt: „Hier streifen Sie den unablässigen, immer wieder zum Scheitern herausfordernden Versuch einer Neuverkündung Moderner Internationaler Lyrik (MIL) auf einer zeittypischen Kommunikationsfläche ...“. Hesse wohnt in Berlin.

## Publikationen und Herausgaben
- Zeitschrift schaden Berlin 1984–1987 (Hrsg. mit Peter Böthig, Johannes Jansen, Leonhard Lorek und Christoph Tannert).
- Zeitschrift verwendung Berlin 1988–1990 (Hrsg. mit Ulrich Zieger und nach der Ausreise Ziegers mit Andreas Koziol).
- Schwesterchen im Wind. Originalgrafisches Künstlerbuch. Berlin 1984/85.
- Aus verlassenen Wünschen. Originalgrafisches Künstlerbuch. Berlin 1986.
- Flugschutt. Originalgrafisches Künstlerbuch mit Texten von Bernd Igel, Flanzendörfer, Ulrich Zieger, Raja Lubinetzki, Uta Johanna, Udo Wilke, Barbara Köhler, Karim Saab, Johannes Jansen, Claus Löser und Gino Hahnemann. Grafiken und Zeichnungen u. a. von Detlef Schweiger, Peter Harnisch, Christiane Just, Maja Nagel, Jörg Sonntag. Berlin 1986.
- Tentakel. Originalgrafisches Künstlerbuch. Berlin o. J. (Ende der 1980er Jahre).
- Sprache & Antwort. Stimmen und Texte einer anderen Literatur aus der DDR. S. Fischer Verlag Frankfurt/Main 1988, ISBN 3-596-22358-X.
- Spanisches Grün. Originalgrafisches Künstlerbuch. Berlin 1989.
- außerdem in dir in schwärze.  Originalgrafisches Künstlerbuch. Berlin 1990.
- Zellinnendruck (Eine Übersicht autonomer Zeitschriften und Reihen in der DDR). Leipzig 1990 (Hrsg. mit Christoph Tannert).
- Aus der Welt kann man nur fallen. Gedichte mit Zeichnungen von Andreas Hegewald. Verlag Druckhaus Galrev Berlin 1993, ISBN 3-910161-36-7.
- Almanach. Zum Lesen der Edition qwert zui opü (unter Mitwirkung von Sascha Anderson und Christian Pixis). Druckhaus Galrev Berlin 1997, ISBN 3-910161-75-8.
- Edition qwert zui opü: In der Sonderedition unter dem Dach des Verlags Druckhaus Galrev erschienen Bücher in bibliophiler Ausstattung. Der Reihentitel gibt die obere Buchstabenzeile der deutschen Tastaturbelegung wieder. Herausgegeben wurden von Hesse u. a. Sascha Anderson, Evgen Bavcar, Henryk Gericke, Andreas Koziol oder Ulrich Zieger

## Preise
- 1990 Calwer Hermann-Hesse-Preis für die Herausgabe der Zeitschrift verwendung

## Nachweise
- Zwischenräume. Gespräch mit Egmont Hesse. In schaden 15 (Mai/1987). Wiederabdruck in Peter Böthig: Grammatik einer Landschaft: Literatur aus der DDR in den 80er Jahren. Lukas Verlag Berlin 1996, S. 176f.
- Adolf Endler: Anläßlich  der Anthologie  Sprache  & Antwort.  Eine  Rundfunksendung. In Ariadnefabrik 4 (1988).
- Sprachabbruch und Umbruch des Sprechens. Zur Situation der Zeitschriften "schaden" und "verwendung". Gespräch von Michael Thulin mit Egmont Hesse. In: Liane 5 (1989).
- Peter Waterhouse: Cogito. Rede anläßlich der Verleihung des Hermann-Hesse-Preises an die Zeitschrift Verwendung. Calw 1990. Online: engeler.de/cogito.html (Memento des Originals vom 16. Mai 2003 im Internet Archive). Vgl. hesse.ken.de (Memento vom 5. März 2016 im Internet Archive).
- Thomas Rietzschel: Glasnot in der Ariadnefabrik. Die ‚literarischen Desperados‘ der DDR im Überblick. (Über ‚Zellinnendruck‘. Eine Übersicht autonomer Zeitschriften und Reihen in der DDR. Galerie Eigen+Art Leipzig 1990) Süddeutsche Zeitung 22. August 1990.
- Volker Müller: Moralische und juristische Kontroversen um die Wiedergeburt einer prominenten Lyrikreihe aus DDR-Zeiten. Gefleddertes Poesiealbum. Berliner Zeitung 29. November 1996.
- Katrin Hillgruber: Poesie vom IM-Dichter. Lyrik im Album: Sascha Andersons Versuch, eine Idee zu kopieren. Der Tagesspiegel 5. Dezember 1996.